# Казорати, Феличе
Феличе Казорати (итал. Felice Casorati, 4 декабря 1883, Новара — 1 марта 1963, Турин) — итальянский художник.

## Биография

Картина Ф. Казорати на почтовой марке Ватикана

Ф. Казорати родился в семье офицера. В детстве и юности Казорати часто переезжали с места на место, жили в Милане, на Сардинии, в Падуе. Будущий художник первоначально учился на пианиста, затем окончил факультет права в Падуанском университете. Параллельно он брал уроки живописи — сперва в Павии, а с 1908 года — в Неаполе. В 1907 и 1909 годах прошли выставки его картин в Венеции. В годы Первой мировой войны был призван в действующую армию. В 1923 году Казорати был арестован за участие в антифашистском движении.
В творчестве художника первоначально сильно влияние символизма и стиля модерн (в особенности Густава Климта). В начале 1920-х годов Казорати принимает метафизический реализм Джорджо де Кирико и использует его принципы пространственного построения на полотне. Позднее в 1920-е годы изучал искусство Возрождения (в особенности работы Пьеро делла Франческа). Писал натюрморты, жанровые и религиозные полотна, женские портреты и картины ню; работал также как театральный художник.
В конце 1920-х годов Ф. Казорати открыл в Турине свою художественную школу, параллельно преподавал в туринской Академии искусств. В 1930-х годах принимал участие в многочисленных итальянских и международных художественных выставках, получил различные премии (например, приз в разделе «живопись» на биеннале в Венеции в 1938 году). В 1955 году участвовал в выставке современного искусства documenta 1 в Касселе.
Казорати посвящён Римский концерт композитора Альфредо Казеллы (1926).
Работы художника хранятся в Галерее современного искусства, Музее современного искусства Тренто и Роверето, и частных коллекциях.